# 캐시 교체 정책
캐시 교체 정책(Cache replacement policies), 캐시 교체 알고리즘 또는 캐시 알고리즘은 컴퓨팅에서 컴퓨터 프로그램 또는 하드웨어 유지 구조가 정보 캐시를 관리하는 데 활용할 수 있는 명령 또는 알고리즘을 최적화하는 것이다. 캐싱은 일반 메모리 저장소보다 액세스 속도가 더 빠르거나 계산 비용이 저렴한 메모리 위치에 최근 또는 자주 사용되는 데이터 항목을 보관하여 성능을 향상시킨다. 캐시가 가득 차면 알고리즘은 새 데이터를 위한 공간을 확보하기 위해 삭제할 항목을 선택해야 한다.